# اردویسین
| سامانه/ دوره                                                                               | ردیف/ دور   | اشکوب/ عصر       | سن (میلیون سال پیش) | سن (میلیون سال پیش) |
| ------------------------------------------------------------------------------------------ | ----------- | ---------------- | ------------------- | ------------------- |
| سیلورین                                                                                    | لاندووری    | رودانین          | پس از آن            | پس از آن            |
| اردویسین                                                                                   | بالایی/پسین | هیرنانتین        | ۴۴۳٫۸               | ۴۴۵٫۲               |
| اردویسین                                                                                   | بالایی/پسین | کاتین            | ۴۴۵٫۲               | ۴۵۳٫۰               |
| اردویسین                                                                                   | بالایی/پسین | سندبین           | ۴۵۳٫۰               | ۴۵۸٫۴               |
| اردویسین                                                                                   | میانی       | داریویلین        | ۴۵۸٫۴               | ۴۶۷٫۳               |
| اردویسین                                                                                   | میانی       | داپینگین         | ۴۶۷٫۳               | ۴۷۰٫۰               |
| اردویسین                                                                                   | زیرین/پیشین | فلوئین           | ۴۷۰٫۰               | ۴۷۷٫۷               |
| اردویسین                                                                                   | زیرین/پیشین | ترمادوسین        | ۴۷۷٫۷               | ۴۸۵٫۴               |
| کامبرین                                                                                    | فورونجین    | اشکوب ۱۰ کامبرین | پیش از آن           | پیش از آن           |
| زیربخش‌های سامانه/دوره اردویسین بر پایه تقسیم‌بندی کمیسیون بین‌المللی چینه‌شناسی، در سال ۲۱۰۷. |             |                  |                     |                     |

اردویسین (به انگلیسی: Ordovician) دومین دوره از دوران زمین‌شناسی دیرینه‌زیستی است که هنگامه‌ای میان ۱٫۹ ± ۴۸۵٫۴ میلیون سال و ۱٫۵ ± ۴۴۳٫۴ میلیون سال پیش را می‌پوشاند.
این دوره پس از دورهٔ کامبرین است و به دورهٔ سیلورین ختم می‌شود. نام اردویسین که برگرفته از نام قبیله سلتی اردویس‌ها است در سال ۱۸۷۹ توسط چارلز لپ‌ورث گذاشته شد. این نامگذاری به این دلیل بود که مناقشه میان پیروان آدام سجویک و رودریک مرچیسون که بسترهای سنگی یکسان در شمال ولز را به ترتیب در دوره کامبرین و سیلورین می‌گذاشتند، خوابانده شود. لپ‌ورث فهمیده بود که سنگواره زیاگان موجود در چینه مورد مناقشه با هر دو سنگواره‌های پیدا شده از دوره‌های کامبرین و سیلورین متفاوت است. از این رو، او تصمیم گرفت تا این سنگواره‌ها را در دورهٔ جدایی قرار دهد. اگرچه شناسایی اردویسین در پادشاهی متحد به کندی صورت گرفت اما دیگر مناطق جهان آن را به سرعت پذیرفتند. در سال ۱۹۶۰ کنگرهٔ بین‌المللی زمین‌شناسی این دوره را به شکل رسمی به عنوان یکی از دوره‌های دوران نوزیستی به تصویب رساند.
در دورهٔ اردویسین حیات به رشد خود ادامه داد، اگرچه در انتها به یک انقراض بزرگ رسید. بی‌مهرگانی چون نرم‌تنان و بندپایان در این دوره اقیانوس‌ها را اشغال کرده بودند. ماهی‌ها که نخستین مهره‌داران حقیقی بودند به حرکت فرگشتی خود ادامه دادند و نخستین ماهیان آرواره‌دار به گمانی در این دوره پدیدار شدند. حیات زمینی اما هنوز در این هنگام شکل نگرفته بود.

## نگارخانه

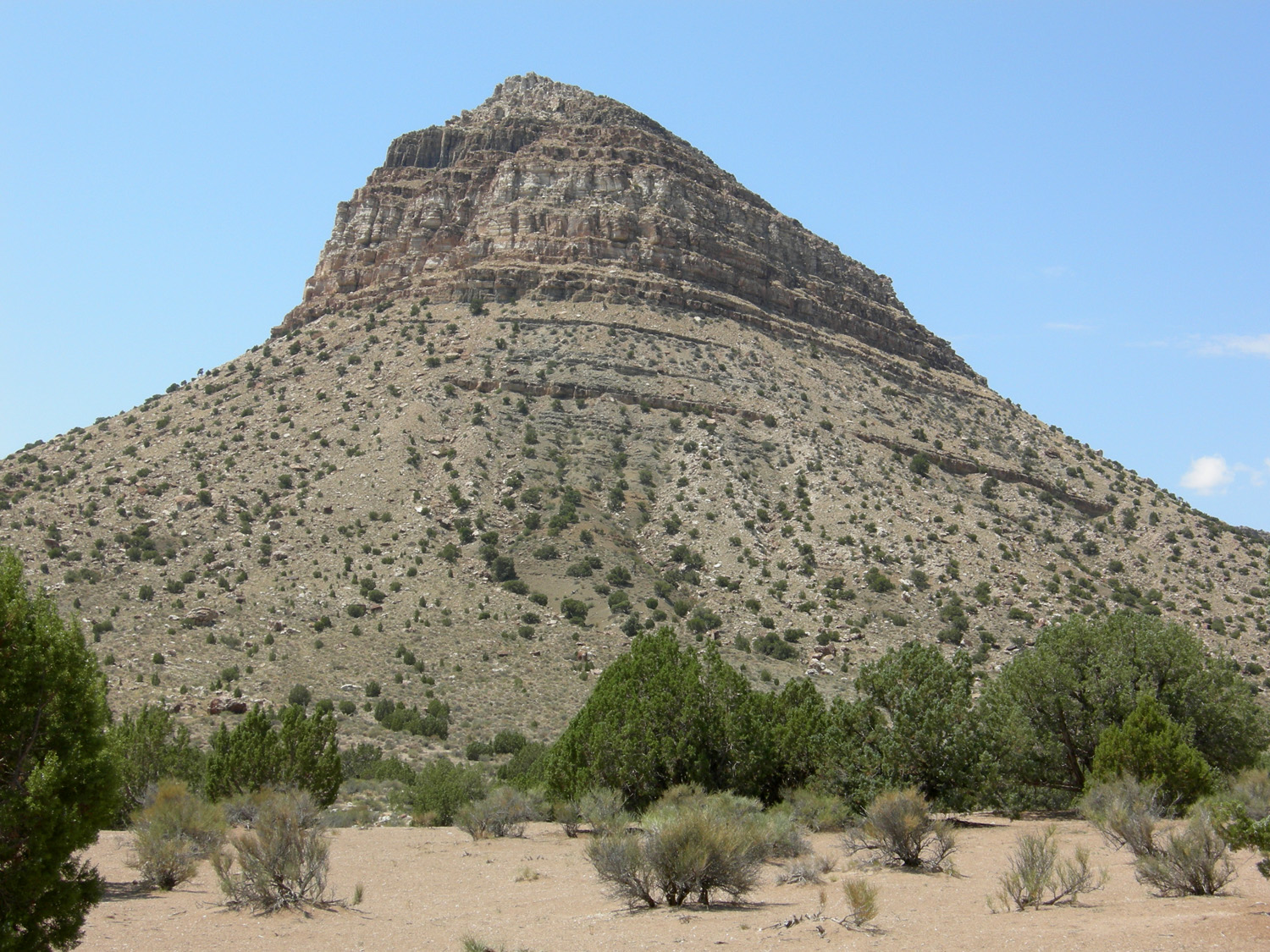
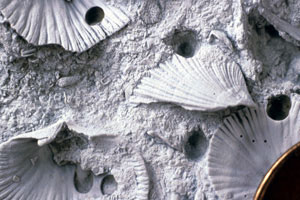
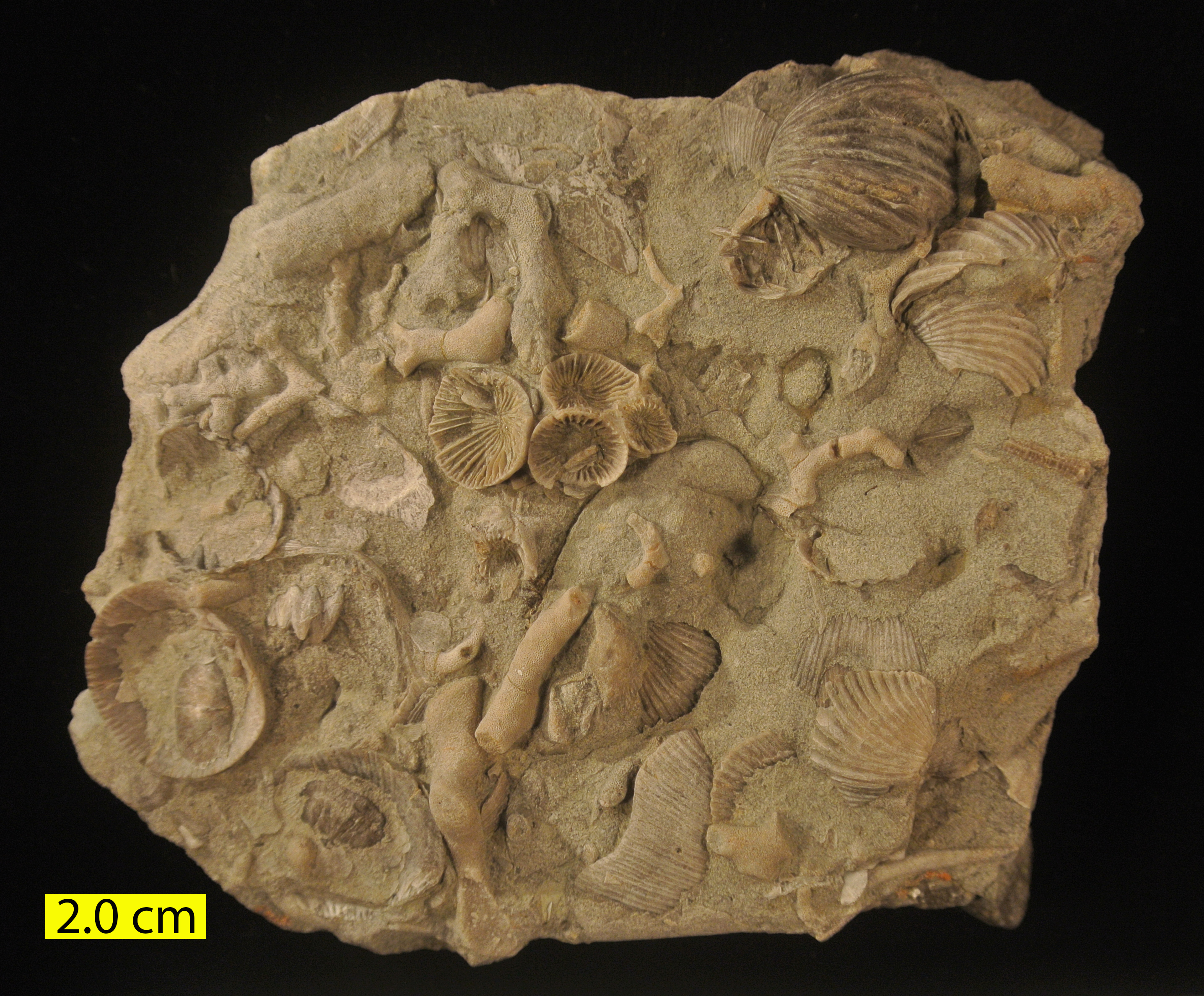
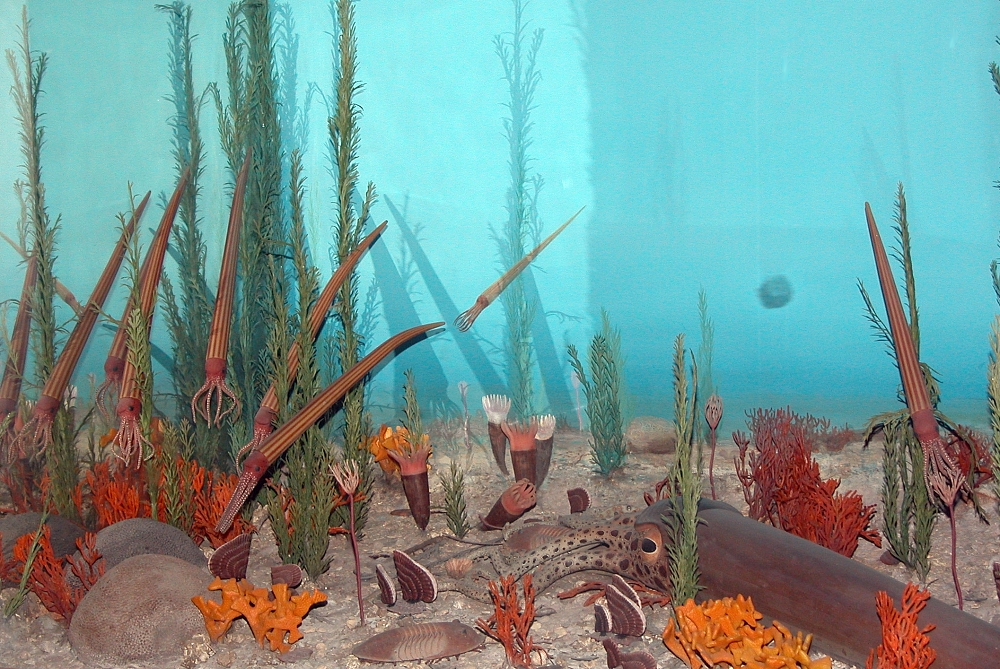
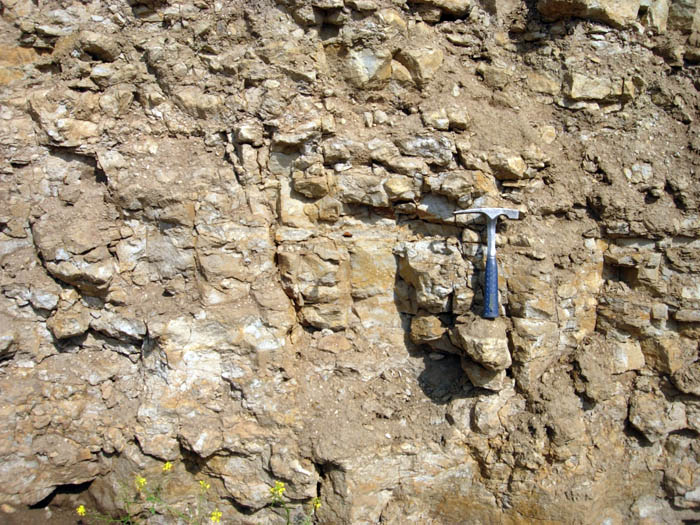
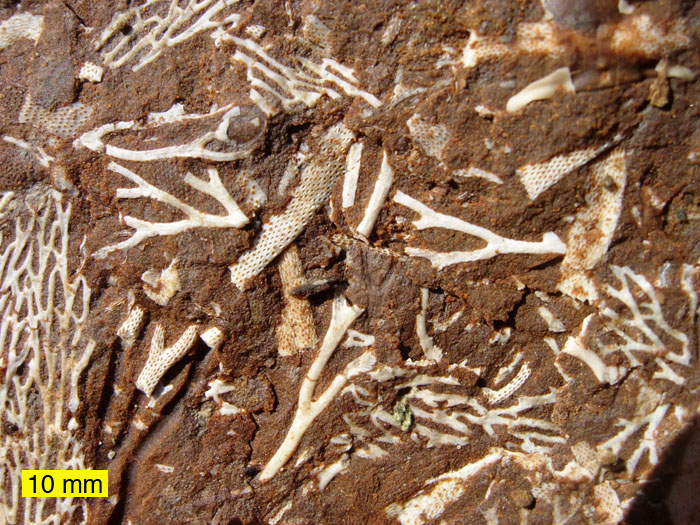
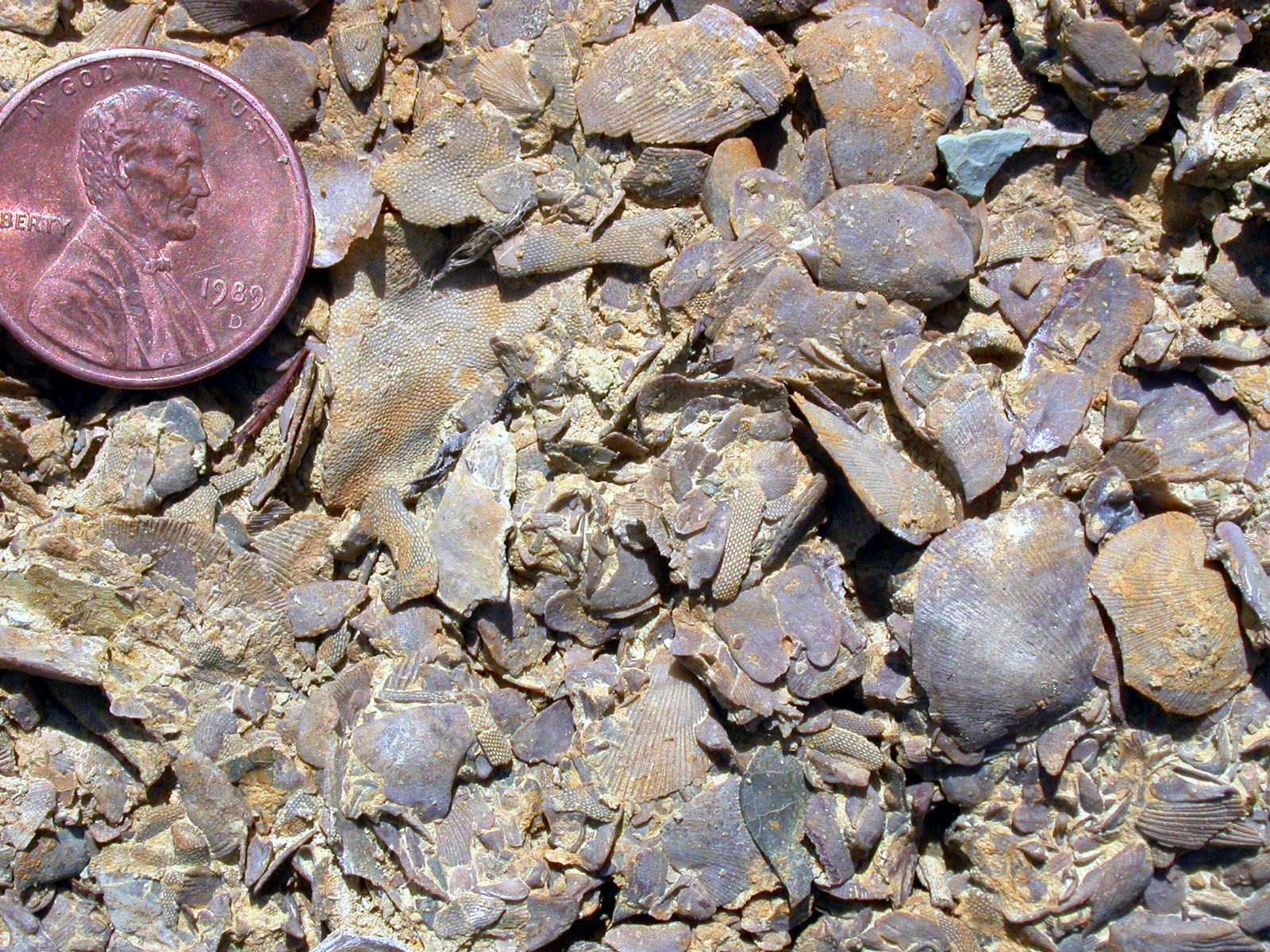
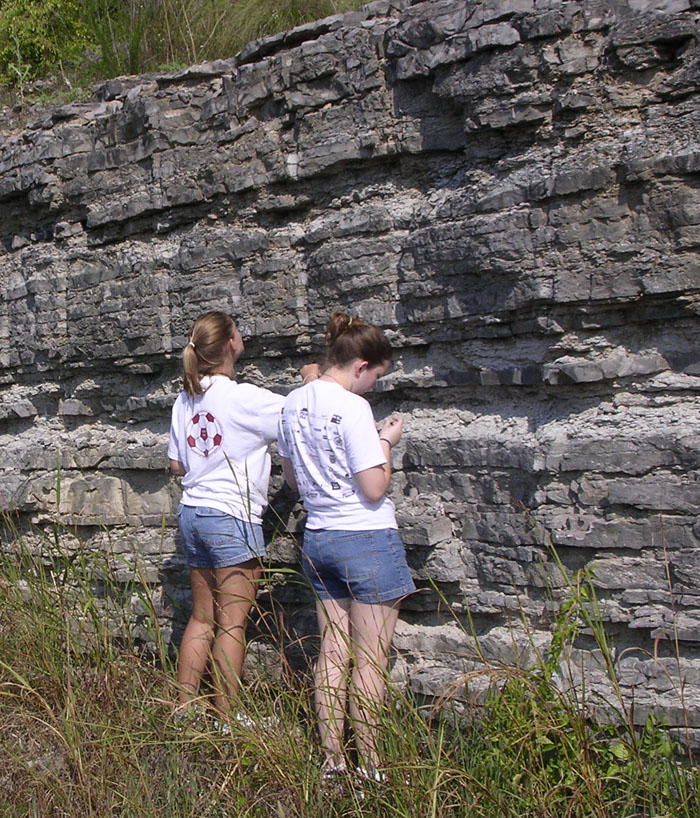
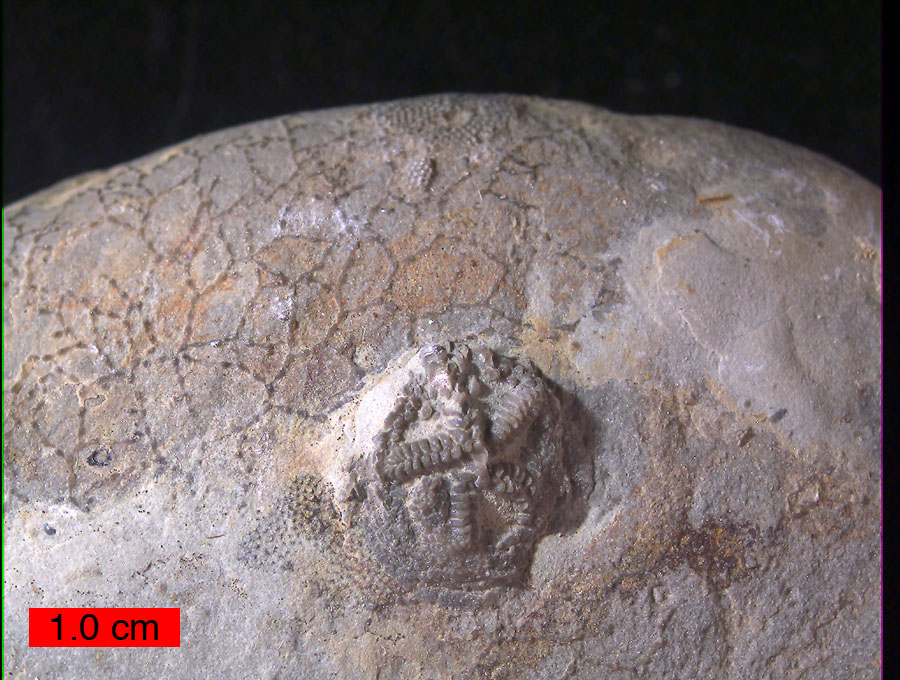
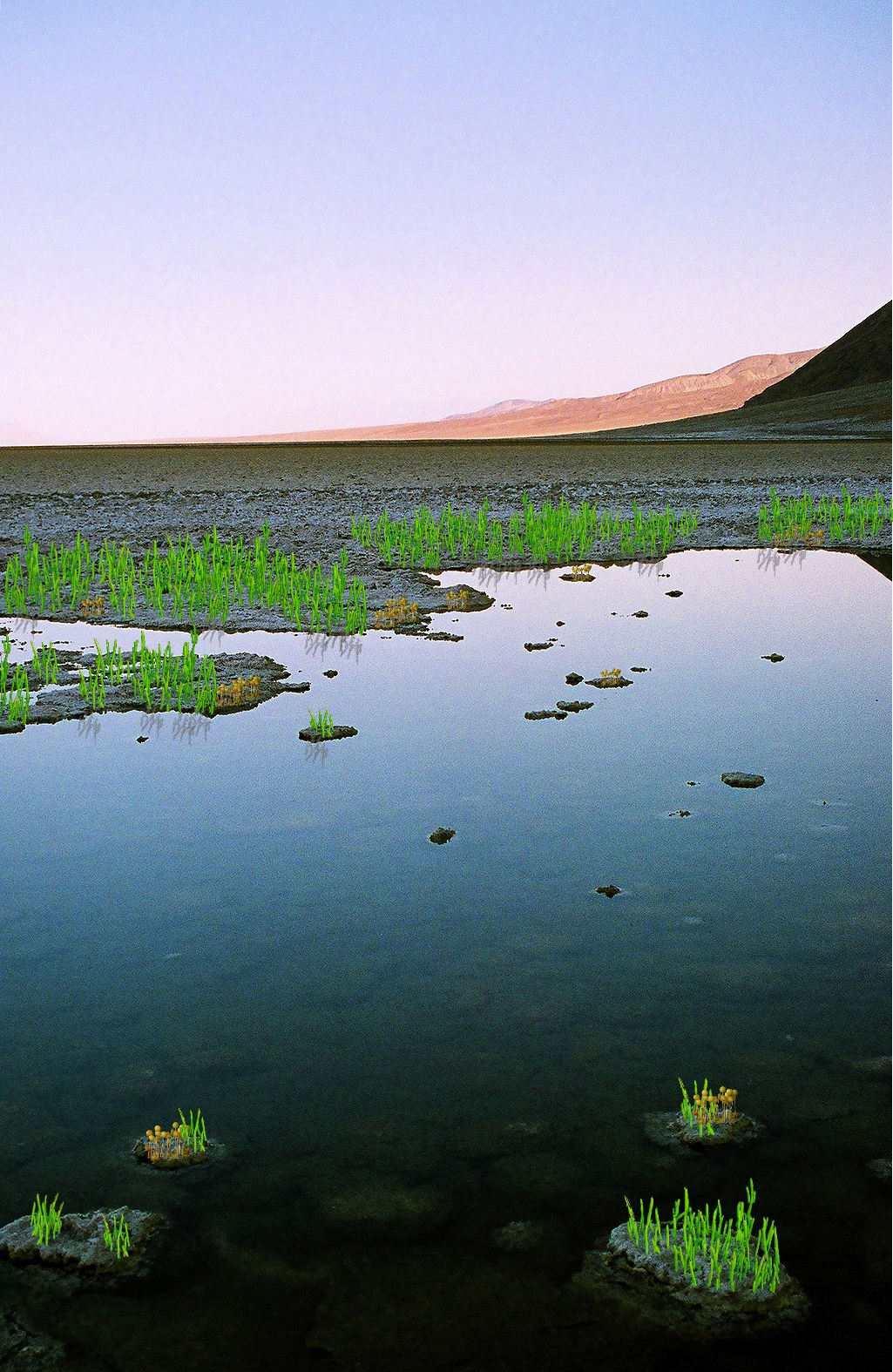
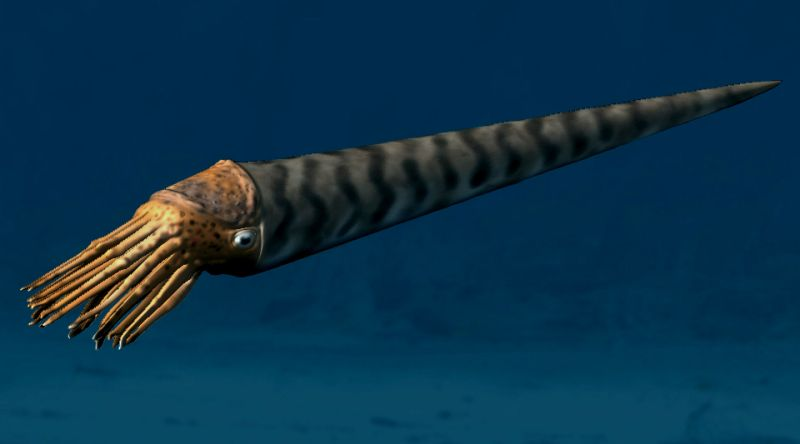
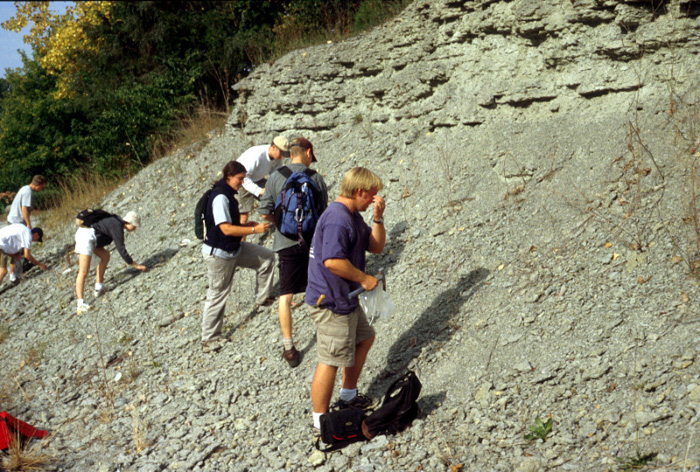
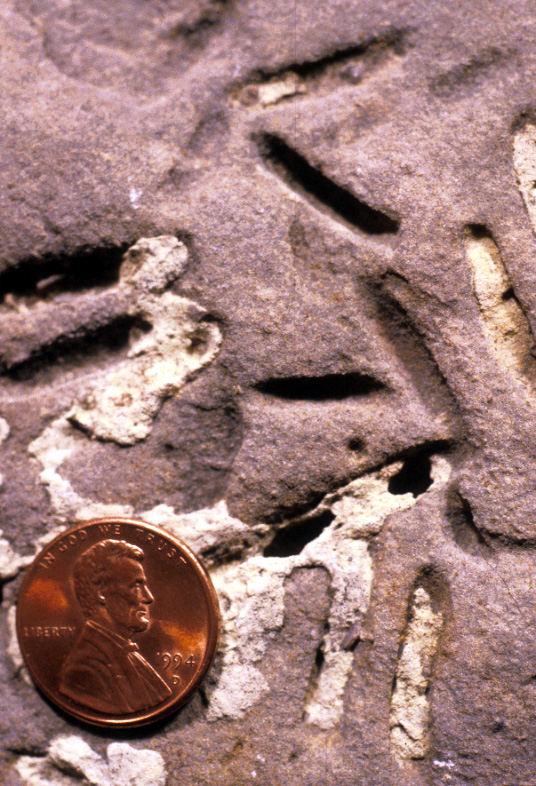
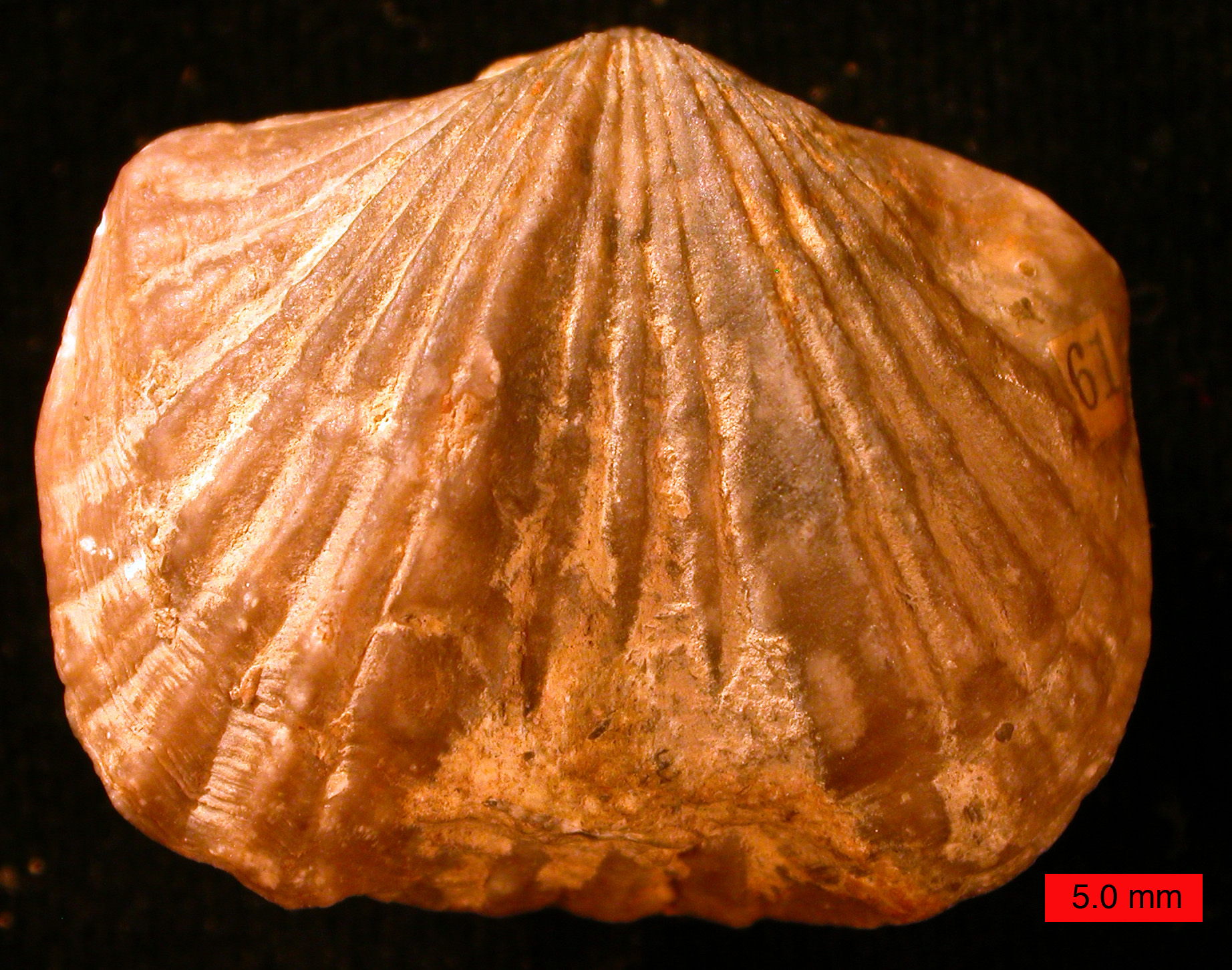
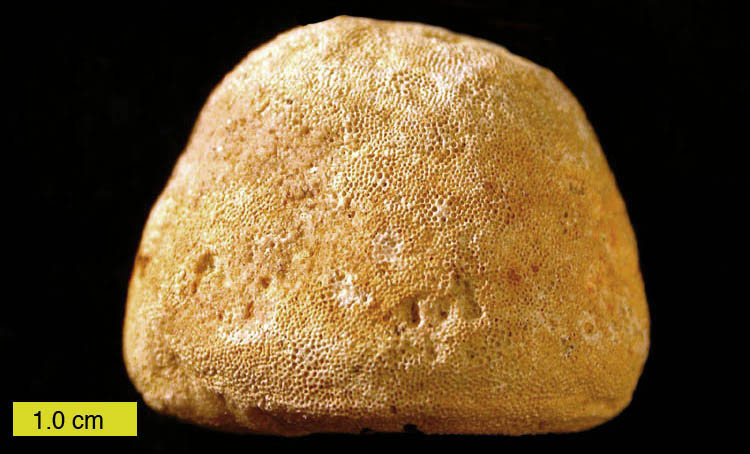
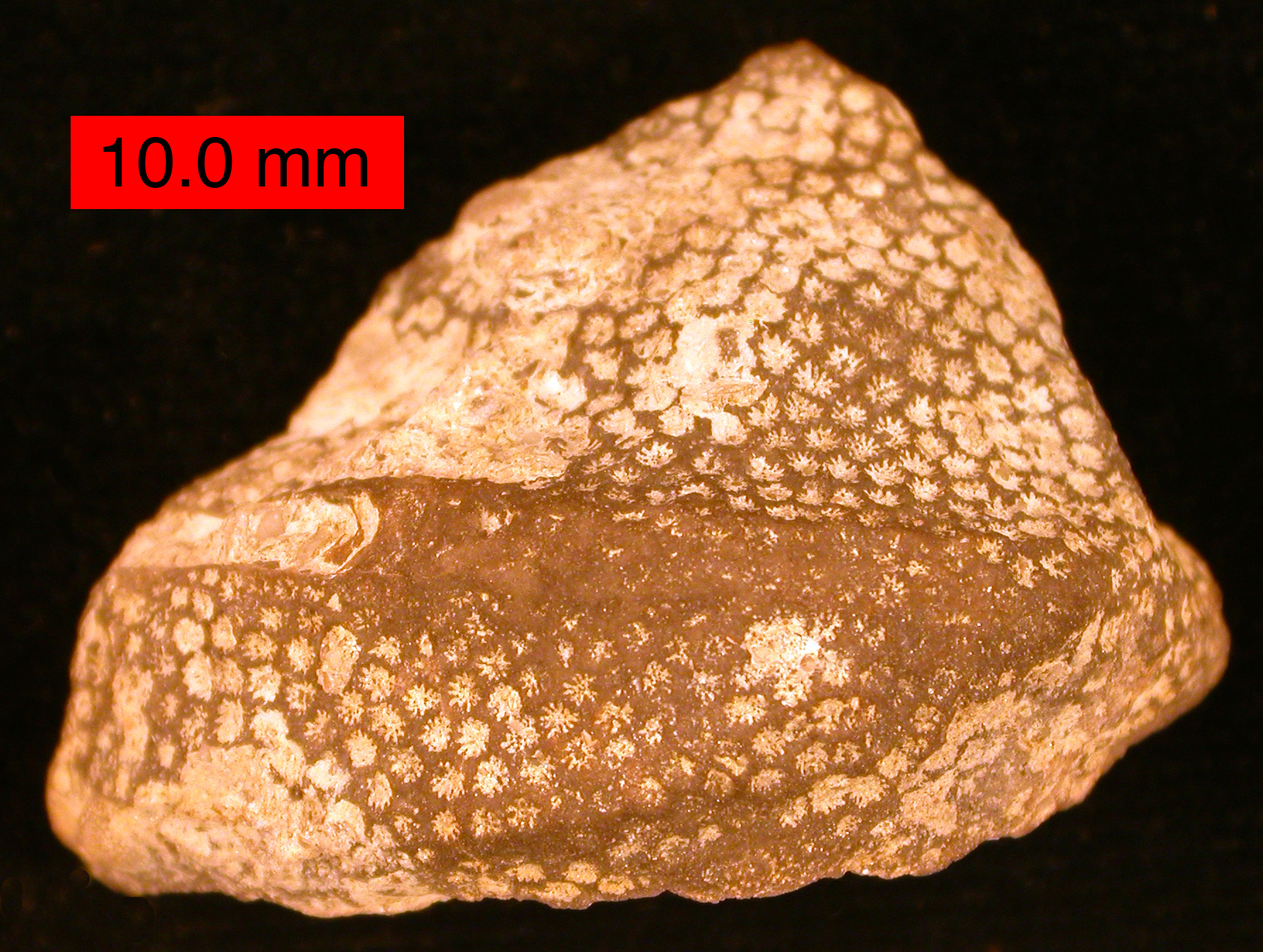
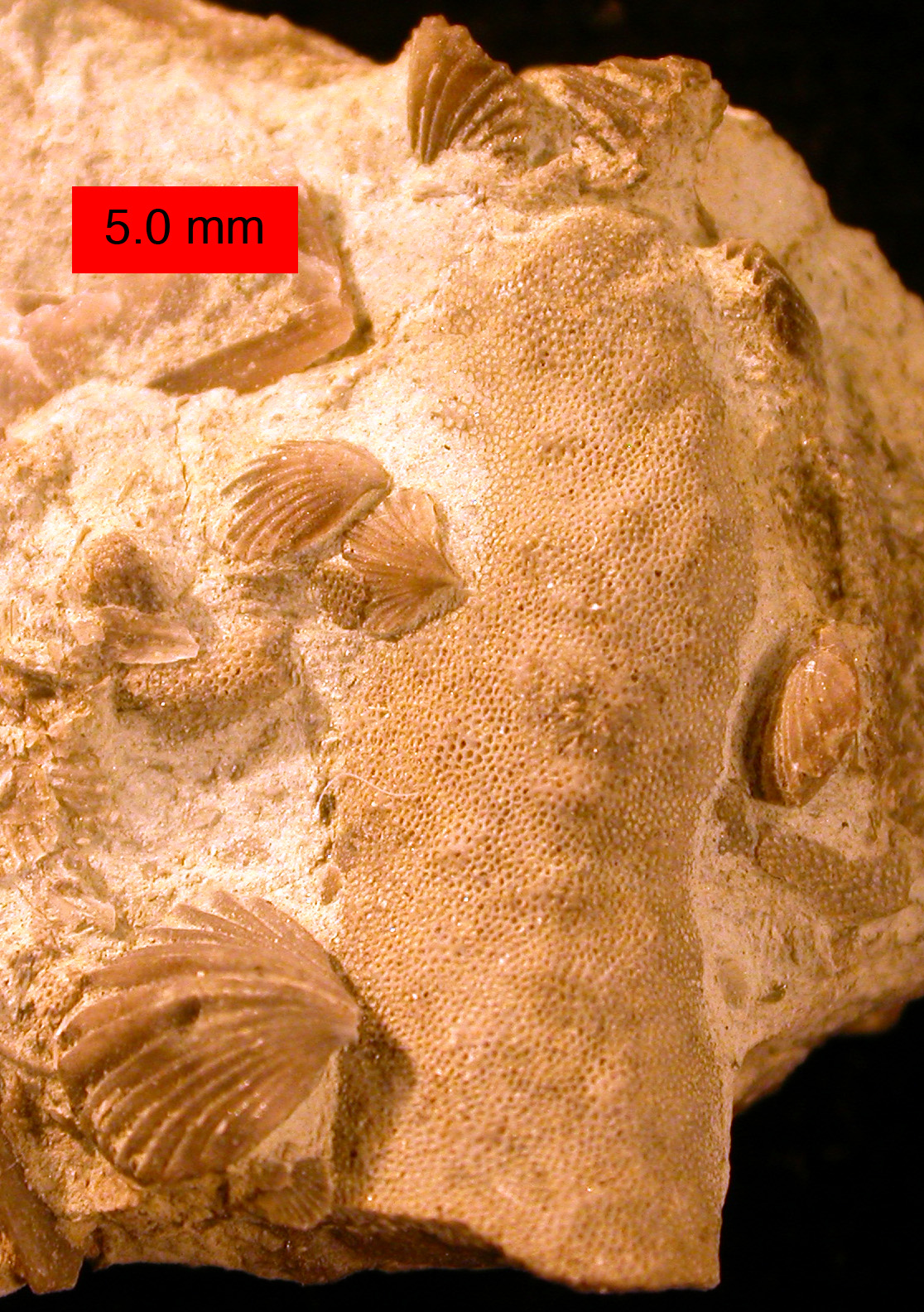
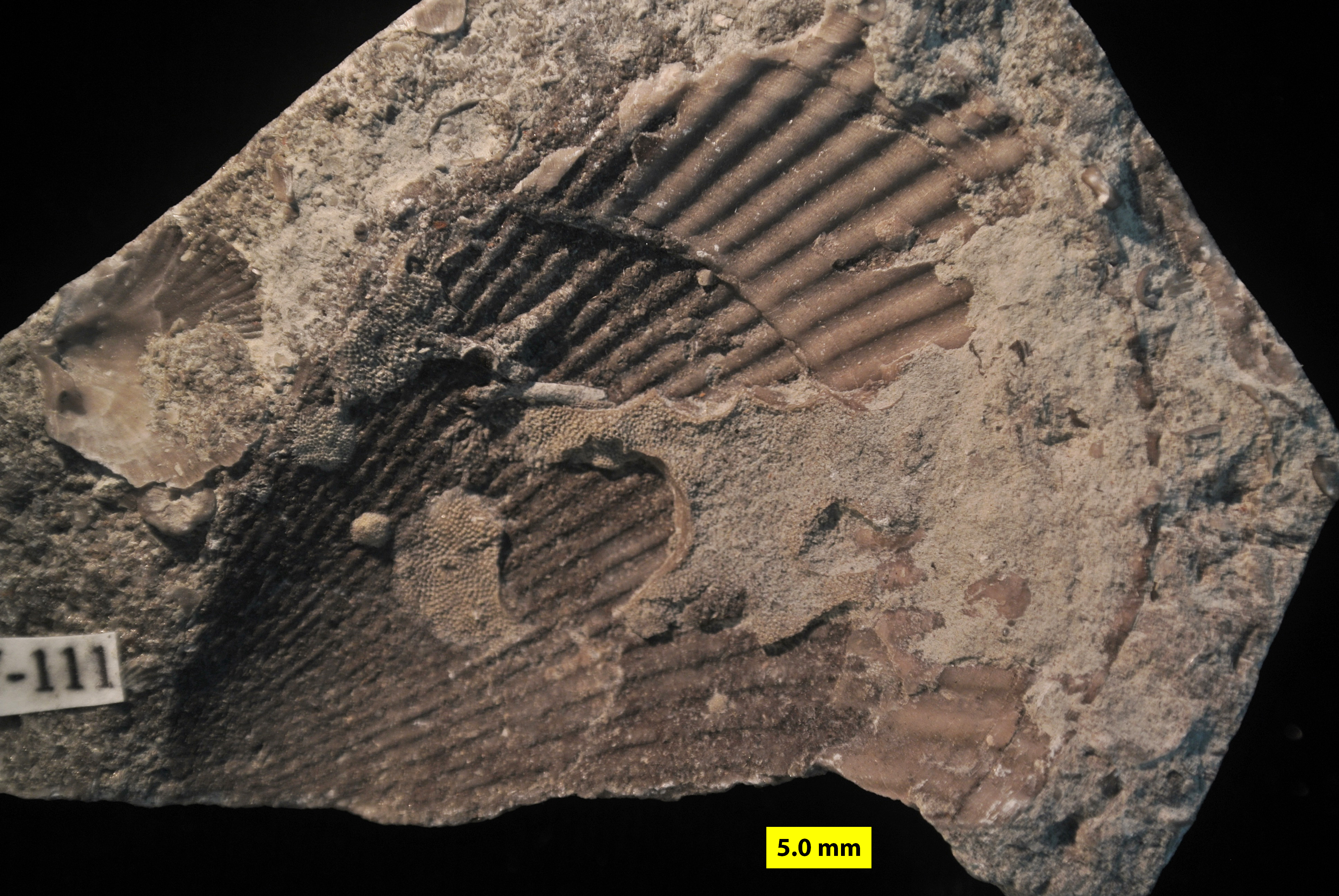
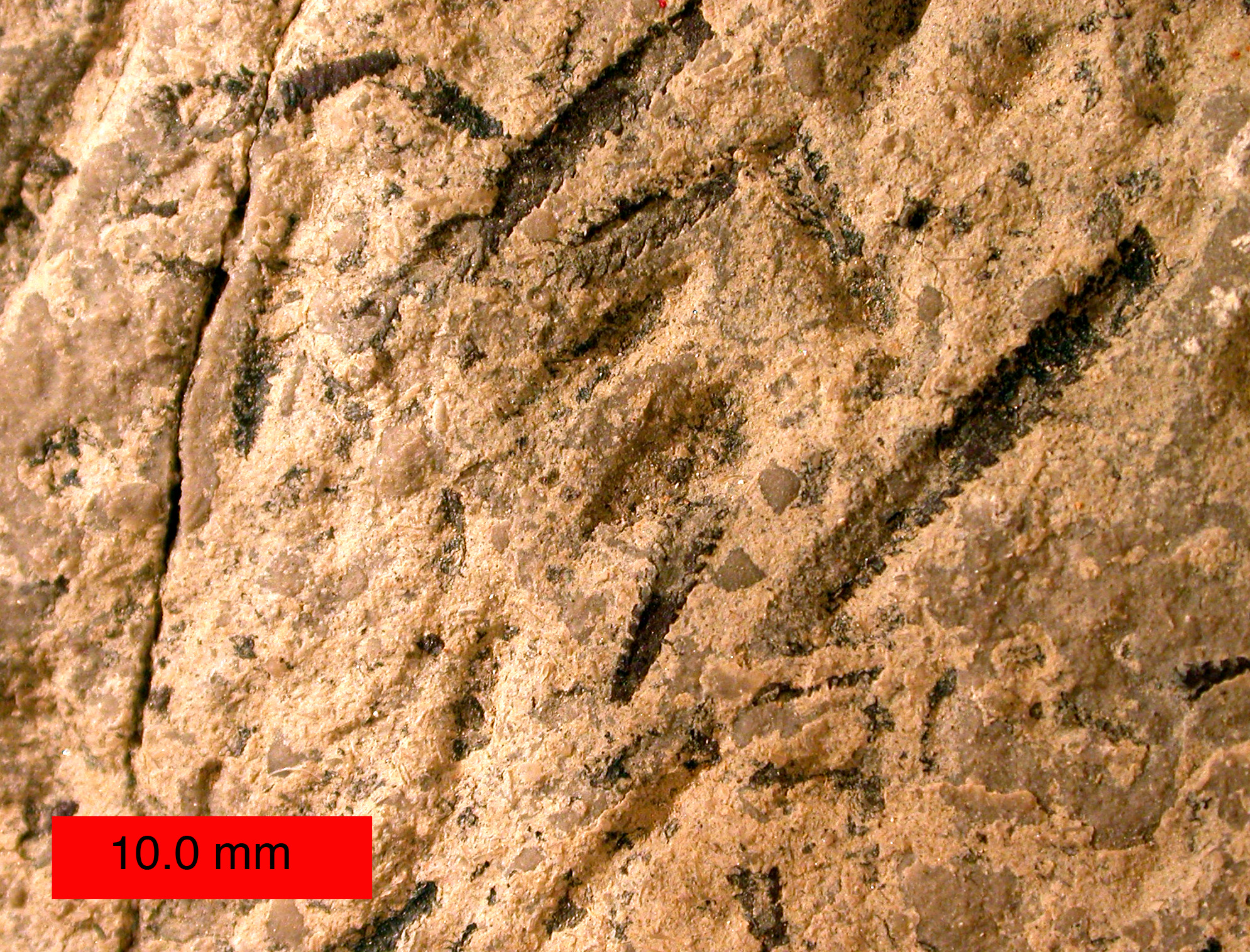
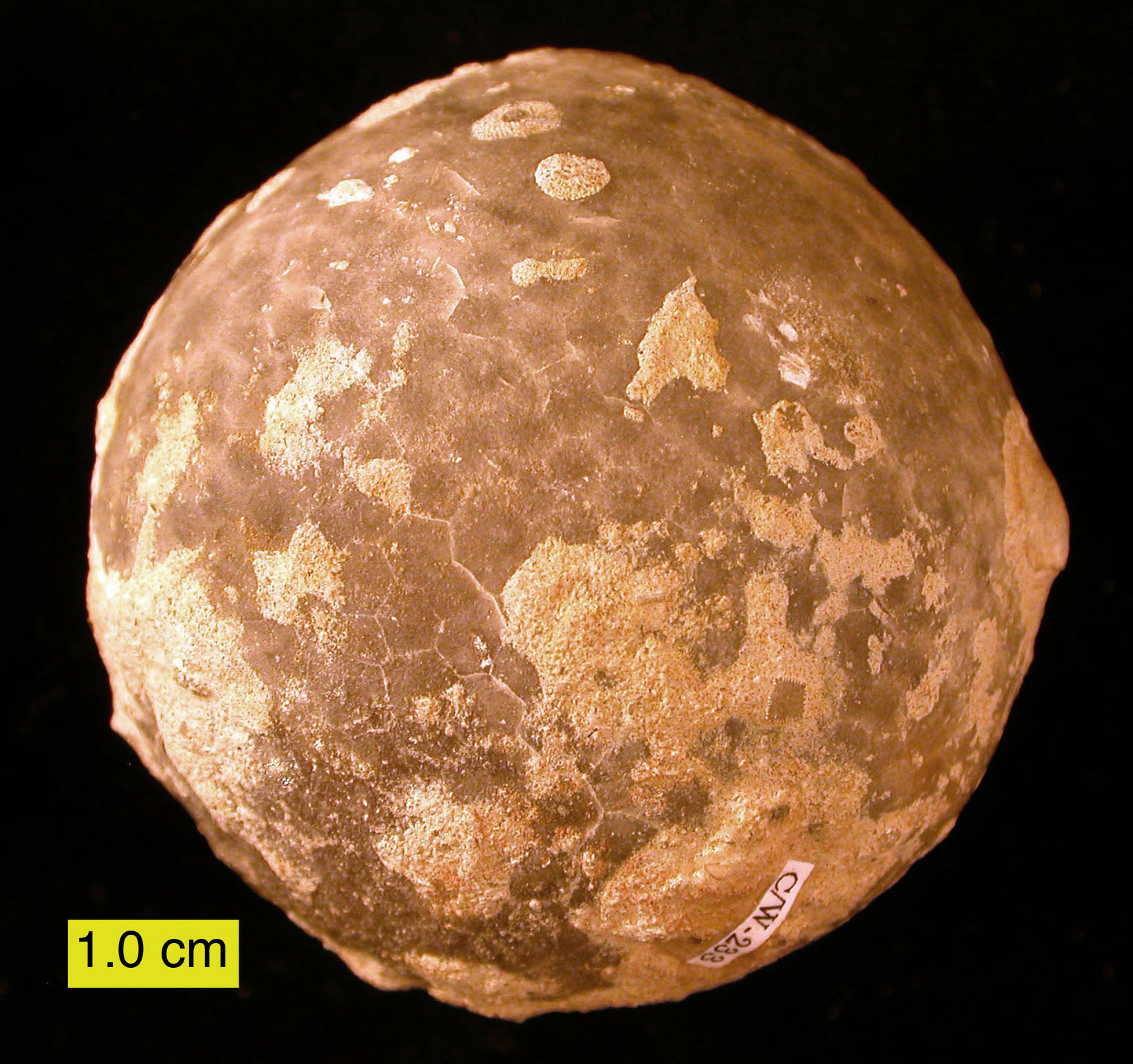
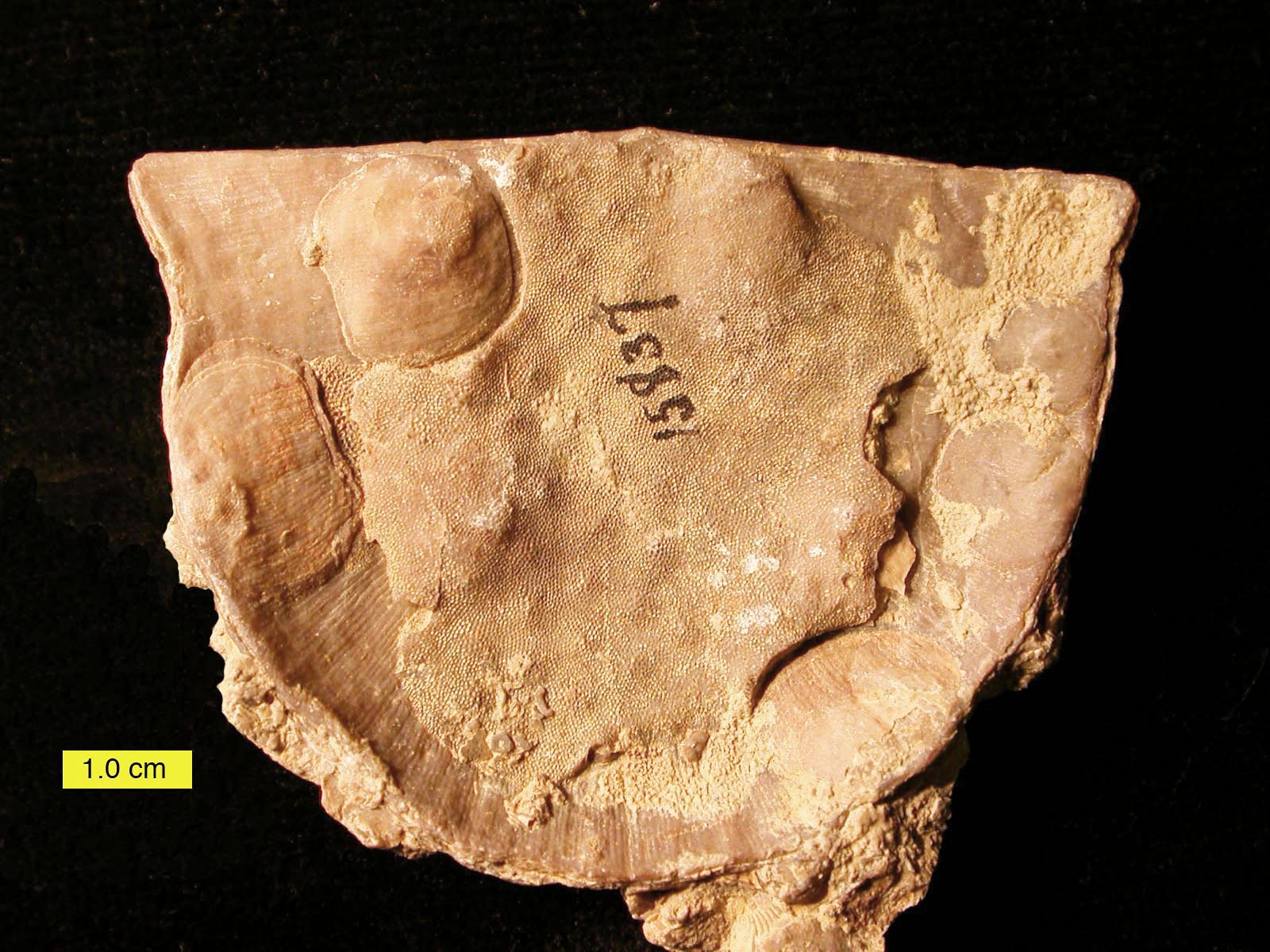

| زمان‌بندی زمین‌شناسی    |                          |                         |                         |
| پیدازیوی (فانروزوئیک) | نوزیوی (سنوزوئیک)        | کواترنری                |                         |
| پیدازیوی (فانروزوئیک) | نوزیوی (سنوزوئیک)        | نئوژن                   |                         |
| پیدازیوی (فانروزوئیک) | نوزیوی (سنوزوئیک)        | پالئوژن                 |                         |
| پیدازیوی (فانروزوئیک) | میانه‌زیوی (مزوزوئیک)     | کرتاسه                  |                         |
| پیدازیوی (فانروزوئیک) | میانه‌زیوی (مزوزوئیک)     | ژوراسیک                 |                         |
| پیدازیوی (فانروزوئیک) | میانه‌زیوی (مزوزوئیک)     | تریاس                   |                         |
| پیدازیوی (فانروزوئیک) | دیرینه‌ زیوی (پالئوزوئیک) | پرمین                   |                         |
| پیدازیوی (فانروزوئیک) | دیرینه‌ زیوی (پالئوزوئیک) | کربونیفر                |                         |
| پیدازیوی (فانروزوئیک) | دیرینه‌ زیوی (پالئوزوئیک) | دوونین                  |                         |
| پیدازیوی (فانروزوئیک) | دیرینه‌ زیوی (پالئوزوئیک) | سیلورین                 |                         |
| پیدازیوی (فانروزوئیک) | دیرینه‌ زیوی (پالئوزوئیک) | اردویسین                |                         |
| پیدازیوی (فانروزوئیک) | دیرینه‌ زیوی (پالئوزوئیک) | کامبرین                 |                         |
| نهان‌زیوی (پرکامبرین)  | پیشین‌زیوی (پروتروزوئیک)  | پیشین‌زیوی (پروتروزوئیک) | پیشین‌زیوی (پروتروزوئیک) |
| نهان‌زیوی (پرکامبرین)  | نخست‌زیوی (آرکئن)         |                         |                         |
| نهان‌زیوی (پرکامبرین)  | پیشازیوی (هادئن)         |                         |                         |